# Kobus leche
Cobe lechwe
Espèce
Statut de conservation UICN

 NT  : Quasi menacé
Statut CITES
Le Cobe de lechwe (Kobus leche) est une espèce d'antilopes des zones humides d'Afrique australe.

## Description
Le cobe de lechwe est une antilope, le mâle est assez massif et présente un arrière-train surélevé. Les mâles adultes présentent une taille de corps comprise entre 1,5 et 1,8 m de long ; les femelles sont plus petites entre 1,3 et 1,6 m de longueur. Sa queue est petite entre 35 et 45 cm. La hauteur au garrot varie de 95 à 112 cm pour les mâles, contre 87 à 110 cm pour les femelles. Le poids des mâles varie entre 60 et 120 kg maximum (80-90 kg en moyenne), tandis que celui des femelles varie entre 40 et 70 kg (54 kg en moyenne), les femelles sont toujours plus minces. Seul le mâle dispose de longues cornes annelées et de forme caractéristique de 50 à 90 cm qu'il utilise pour se défendre contre ses prédateurs.
Les cobes de lechwe ont leurs sabots longs, pointus et écartés, ainsi qu'une abondante sécrétion cutanée huileuse qui enduit leurs poils, c'est une adaptation à la vie semi-aquatique. Ils nagent avec aisance et endurance dans l'eau et peuvent s’immerger complètement s’ils sont menacés ; ils ne laissent alors apparaître que leurs narines. Méfiants, ils restent près des points d'eau pour s'y réfugier et plonger en cas de danger. S'il ne court pas très vite sur terrain sec (33/34 km/h) à cause de ses sabots, qui sont mieux adaptés aux terrains humides où il est plus à l'aise pour fuir rapidement (66/67 km/h maximum). Les cobes de lechwe peuvent aussi faire des bonds assez impressionnants de 2 mètres de hauteur et 6 mètres de longueur. 
Le Cobe de lechwe n'est pas très rapide en dehors des terrains aquatiques, à l'inverse de l'Impala, du Cobe des roseaux, du Puku, ou du Cobe de Buffon qui sont des antilopes similaires en apparences mais, qui peuvent courir très vite sur terrain sec.

## Alimentation
Cette antilope se nourrit d'herbes et de plantes aquatiques y compris celles qui, après les avoir piétinées, poussent dans l’eau.

## Comportement
Le Cobe de lechwe est sédentaire, l’essentiel de son activité ayant lieu tôt le matin ou en fin de journée (à la fraîcheur). Il est très sociable puisqu’il vit en groupes constitués de quelques dizaines à quelques centaines de mâles et de femelles. Il est capable de pousser des grognements saccadés et des sifflements.

## Reproduction
Les accouplements et les mises bas peuvent avoir lieu toute l’année. Quand le mâle est en rut, il occupe un lieu surélevé pour bien être vu des femelles et de ses rivaux ; Il va alors passer son temps à attirer les femelles et à repousser les mâles. Les cornes annelées servent alors aux combats qui établissent la hiérarchie entre mâles. Ces combats sont surtout rituels et peu violents. Le mâle le plus fort choisit ses femelles qui constituent alors son harem. 
La femelle donne naissance à un petit après 7 mois ½ environ de gestation. Quand il naît, le petit pèse environ 5 kg. Il reste caché dans les hautes herbes en l'absence des adultes. L’allaitement, qui a lieu le matin et le soir, dure 4 mois. La maturité sexuelle du Cobe de lechwe est atteinte à 2 ans ½ pour le mâle et à 18 mois pour la femelle.

## Habitat et répartition

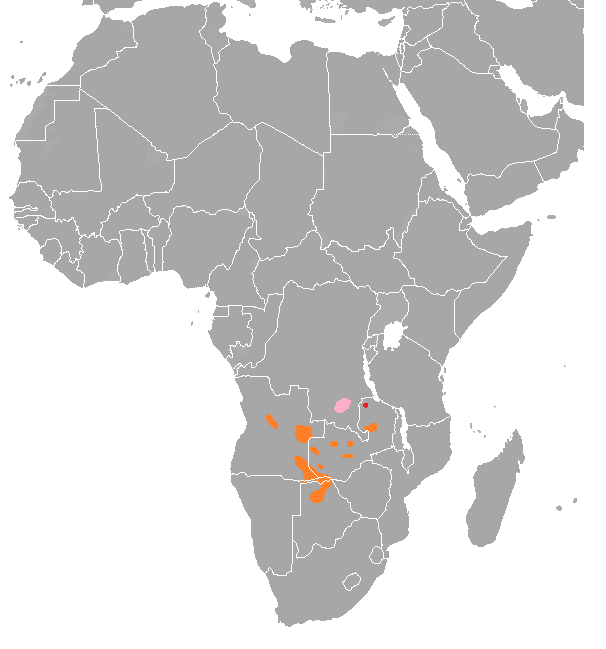
Répartition géographique du Cobe de lechwe.

Le Cobe de lechwe se rencontre au sud-est du Zaïre, en Zambie, au nord du Botswana, au nord-est de la Namibie et au sud-est de l’Angola.
Il fréquente les bords marécageux des lacs et des rivières.

## Menaces
Durant la saison sèche, il a de nombreux prédateurs : lions, léopards, guépards, lycaons, hyènes, pythons et même, pour les jeunes qui sont les plus fragiles, chacals et rapaces. Les crocodiles aussi, mais seulement pendant la saison des pluies où les lacs et les marais sont abondants. Malgré tous ces prédateurs naturels, l’Homme reste le seul responsable du carnage et, de là, des réductions d’effectifs: on estime qu’en 1930, il y avait un million de Cobes de lechwe, aujourd’hui, il n’en resterait plus que 98 000.
Les lions, léopards, lycaons, hyènes et les guépards mangent beaucoup ses antilopes de tailles moyennes qui sont semi-aquatique,et semi-terrestre. Les cobes de Lechwe courent à 33-34 km/h sur la terre ferme et pas moins de 66-67 km/h maximum en course de vitesse dans des eaux peu profonde, ou ses sabots longs et écartés sont plus adaptés à ce type de biotope. D'après un documentaire récent (2021), dans l'eau, les cobes serait bien plus rapide que le léopard. Mais sur la terre ferme c'est l'inverse, le léopard étant plus rapide, il rattrape, les cobes d'eau facilement.

## Captivité
Il est présent dans de nombreux zoos, où il se reproduit et s'élève assez facilement.
Il y a de nombreux cobes de lechwe en France ; dans les parcs de Sigean, Thoiry, Fréjus, Amnéville, Paris, à la Haute-Touche, Planète Sauvage, Reynou, Bordeaux-Pessac, African Safari, Beauval, Amiens, safari de Peaugres... présentés en semi-liberté, dans le cadre d'une plaine africaine.

## Longévité
10 à 15 ans dans la nature, jusqu'à 20 ans en captivité.

## Sous-espèces
Il existe 4 sous-espèces dont 1 qui est éteinte :
- Kobus leche leche ou le Lechwe rouge que l'on rencontre au nord-ouest de la Zambie, en République Démocratique du Congo, en Angola et au Botswana ;
- Kobus leche kafuensis ou le Lechwe de la Kafue que l'on rencontre dans la plaine de la Kafue ;
- Kobus leche smithemani ou le Lechwe noir que l'on rencontre dans le bassin du Bangweulu en Zambie ;
- Kobus leche robertsi, éteinte.

## Photographie

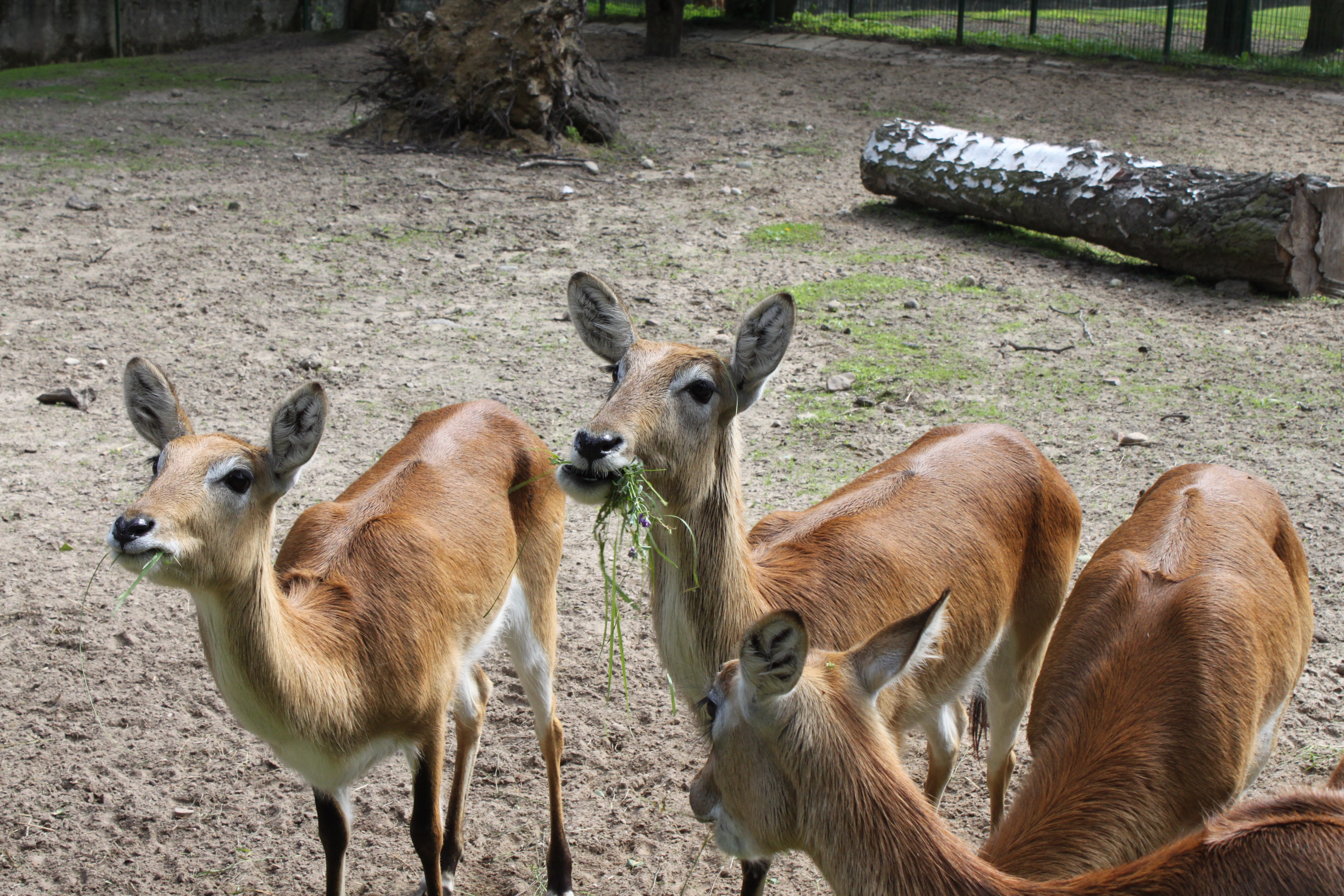
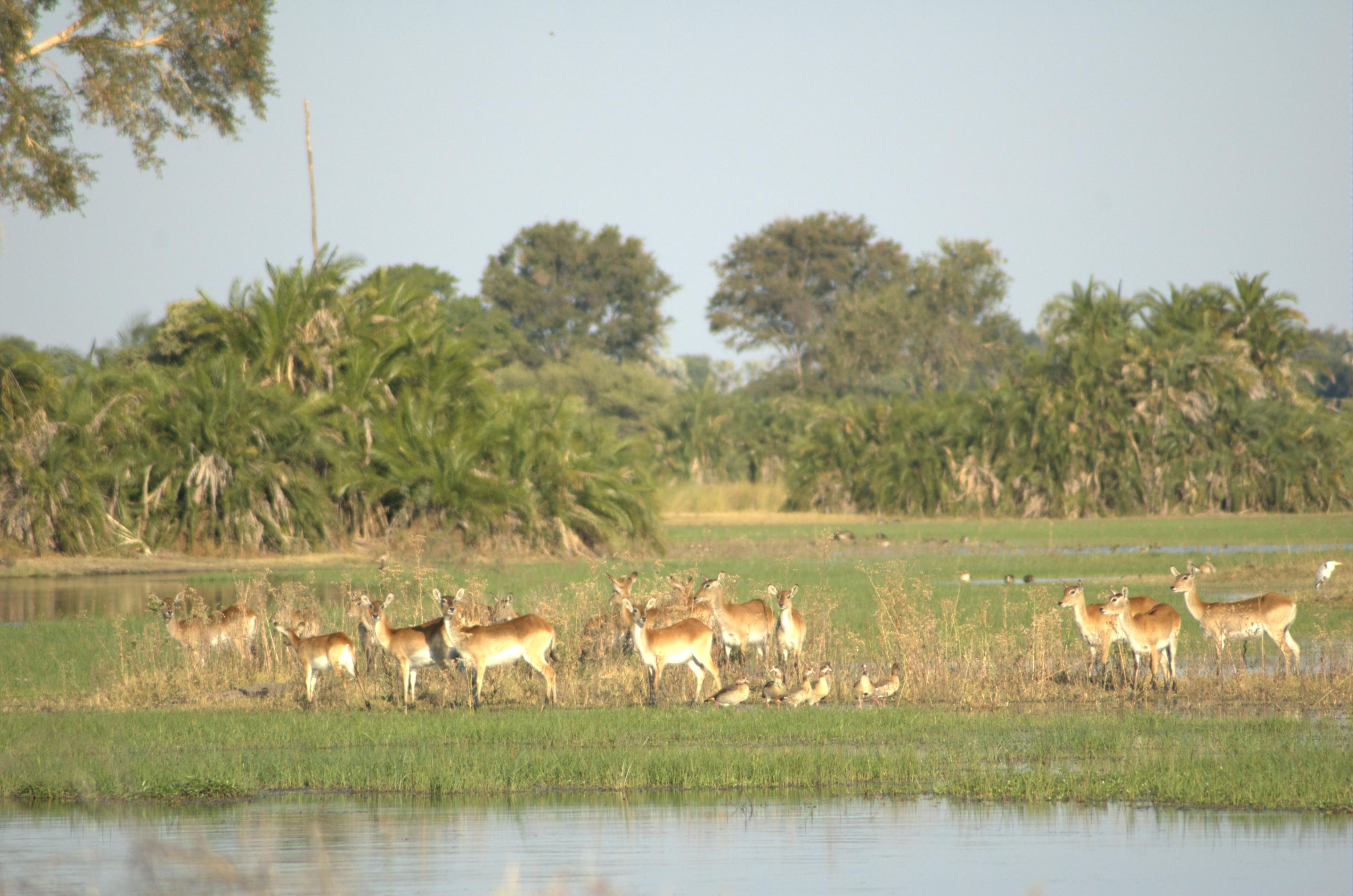
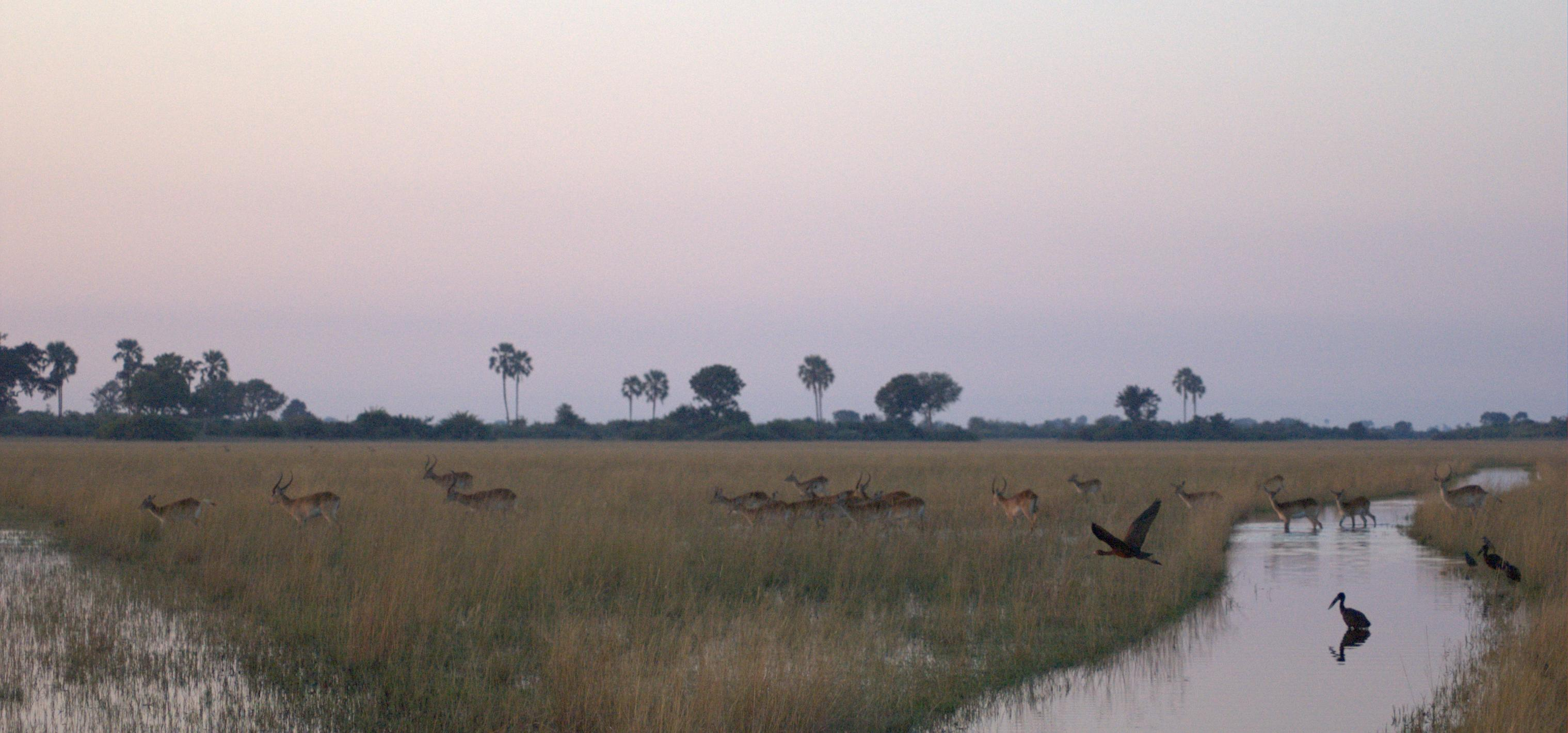
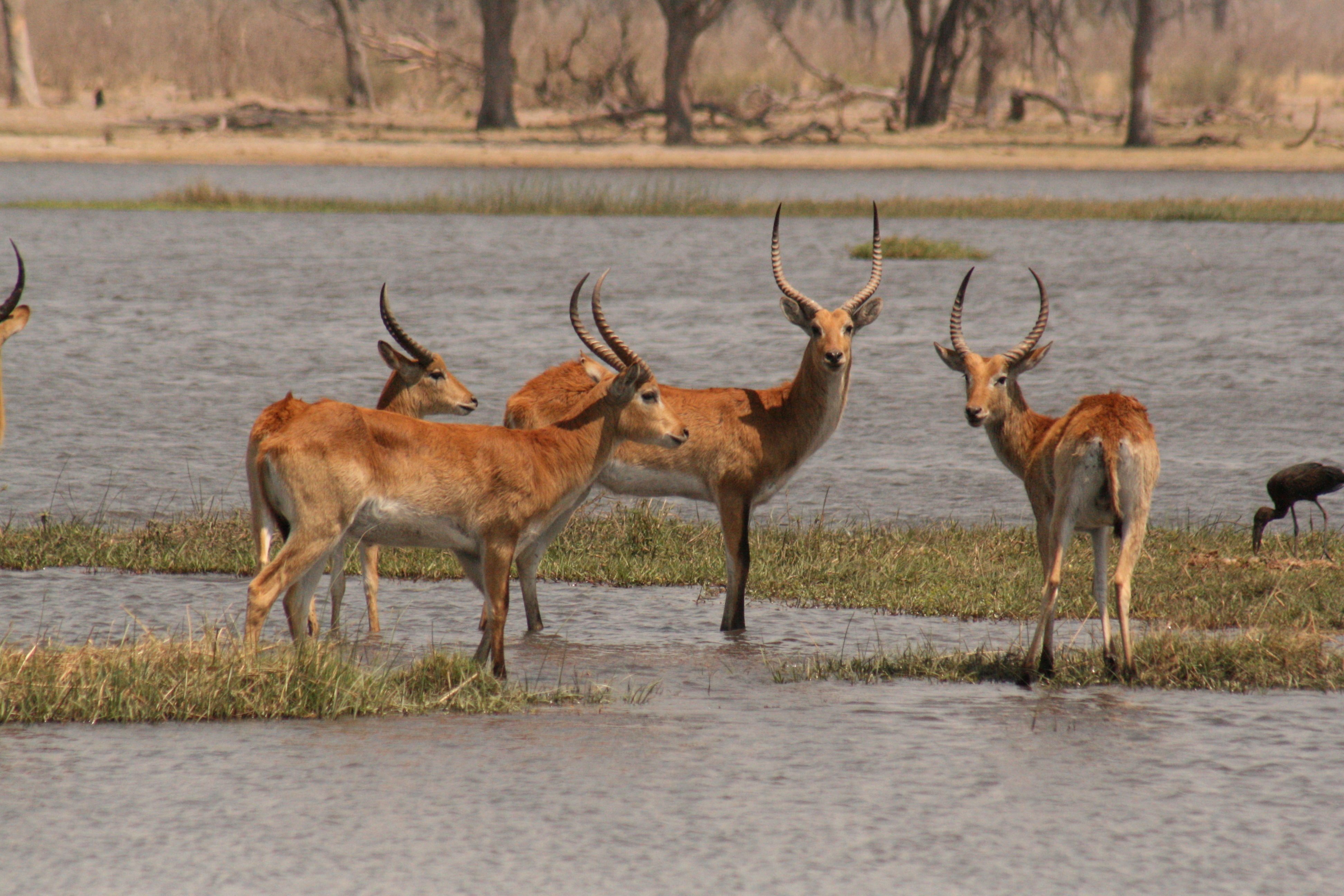